# Jul i Mumindalen
Mumindalen znany także jako Jul i Mumindalen – serial produkcji szwedzkiej powstały w roku 1973. Serial opowiada o zimowych przygodach Muminka i jego niespodziewanych gościach. Cała seria składa się z 13 odcinków po 15 minut.

## Obsada
- Börje Ahlstedt – Muminek
- Gerd Hagman – Mama Muminka
- Jan Erik Lindqvist – Tata Muminka
- Sif Ruud – Too-tiki
- Christina Schollin – Mała Mi
- Håkan Serner – Włóczykij
- Lottie Ejebrant – Panna Migotka
- Lennart Gregor - Paszczak
- Manne Grünberger – Ynk
- Mariann Nordvall – Salome
- Gunnar Ernblad – Filifionka
- Elisaveta Kjellgren – Gapsa
- Erika Linden – Filifionka
- Rebecka Pawlo – Wywiórka